# St. Jakobus (Ilmenau)

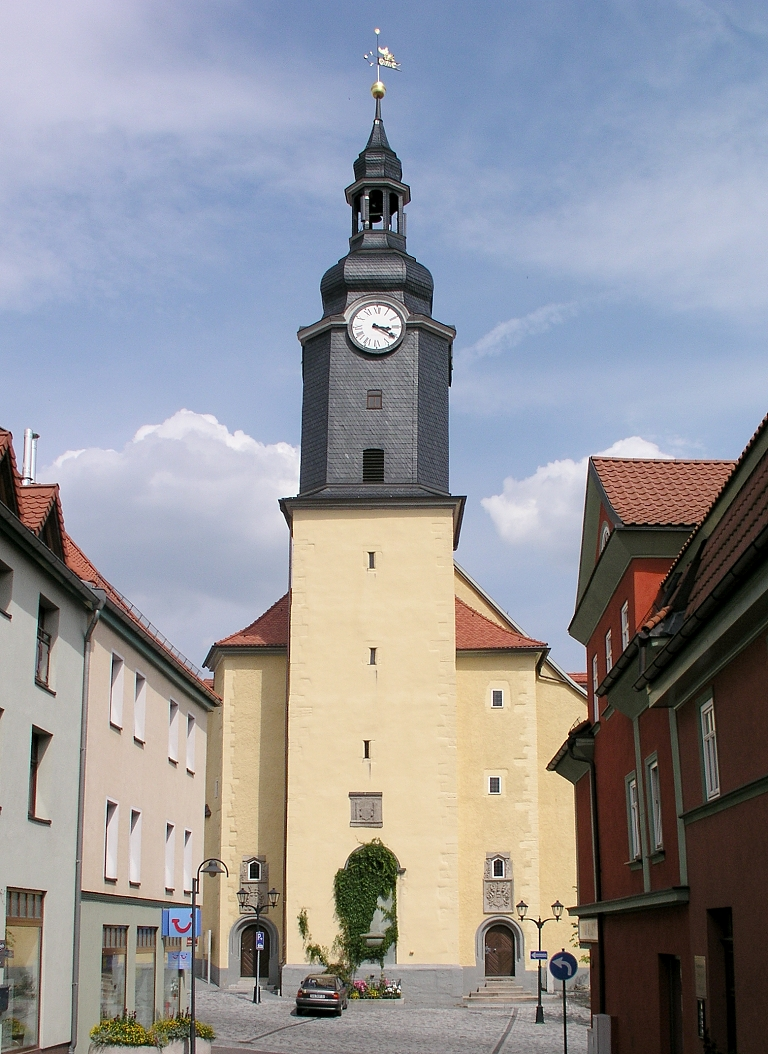
Stadtkirche St. Jakobus von Westen aus gesehen

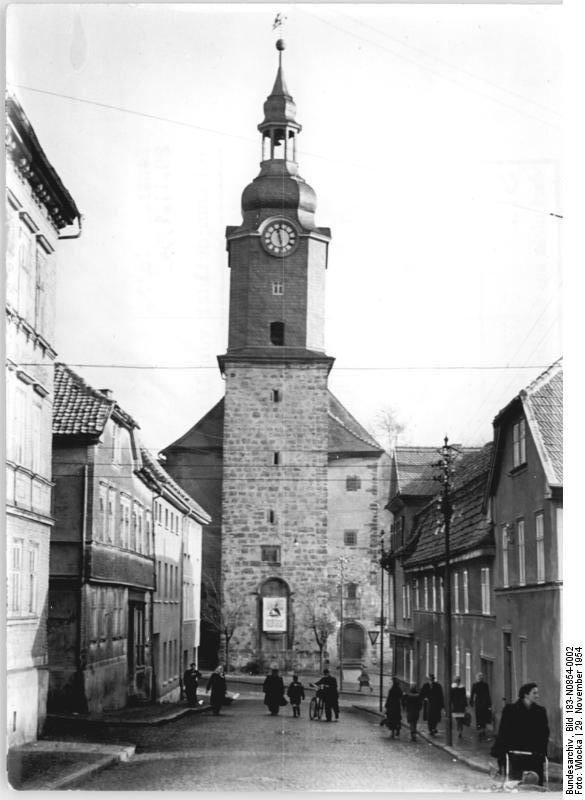
Ansicht 1954

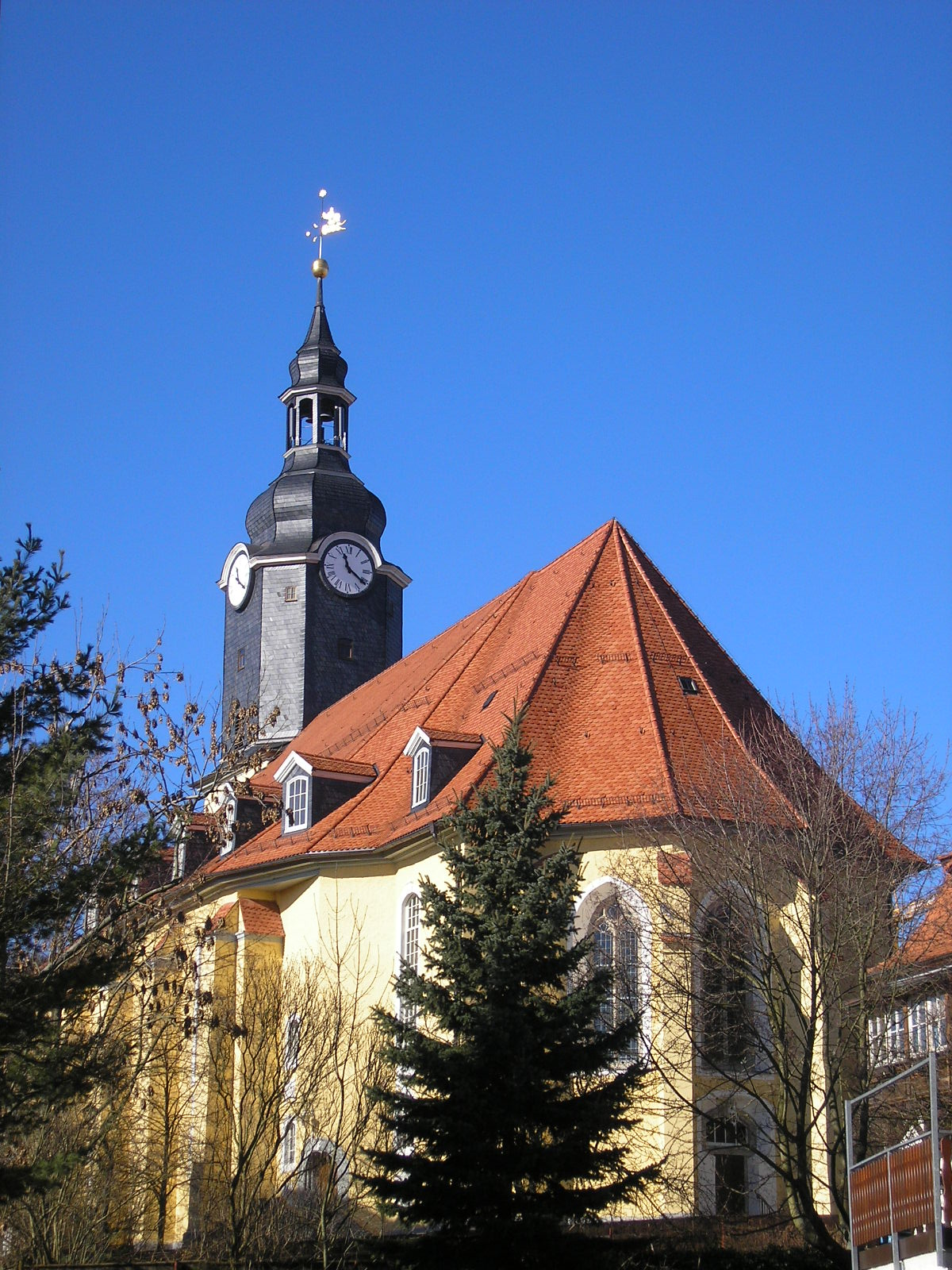
Rückansicht von Osten mit gotischem Chorraum

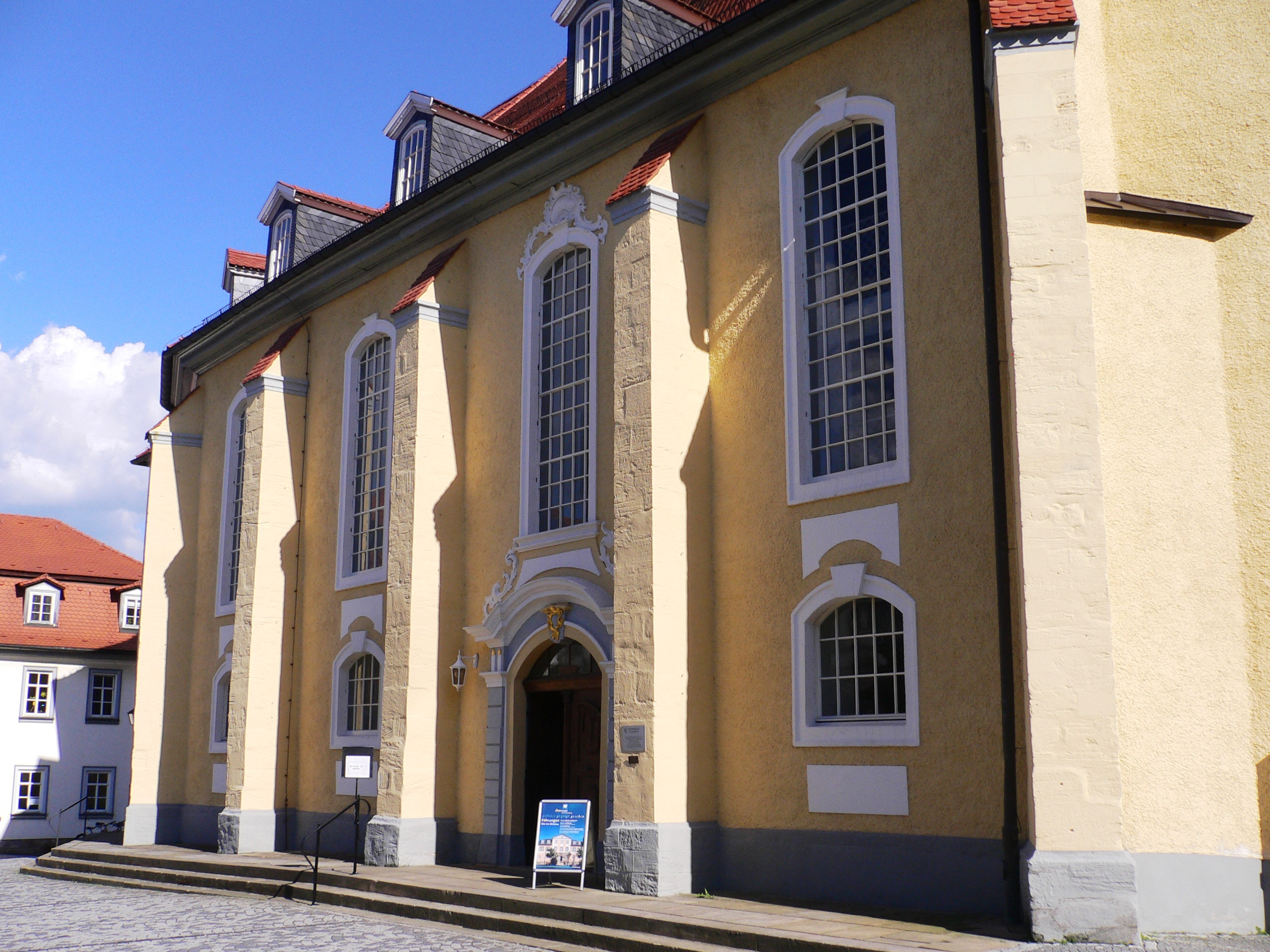
Nordseite

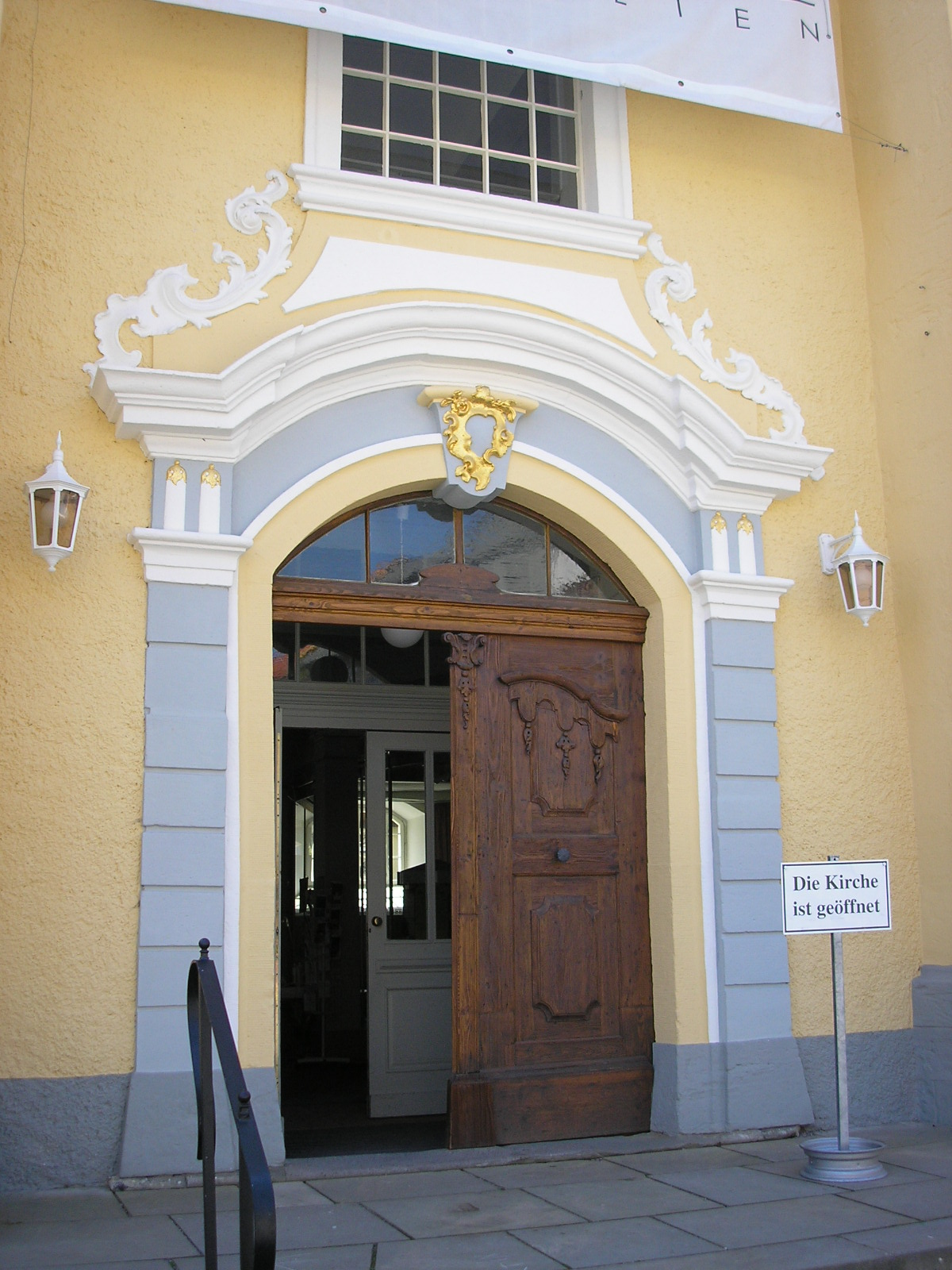
Nordportal

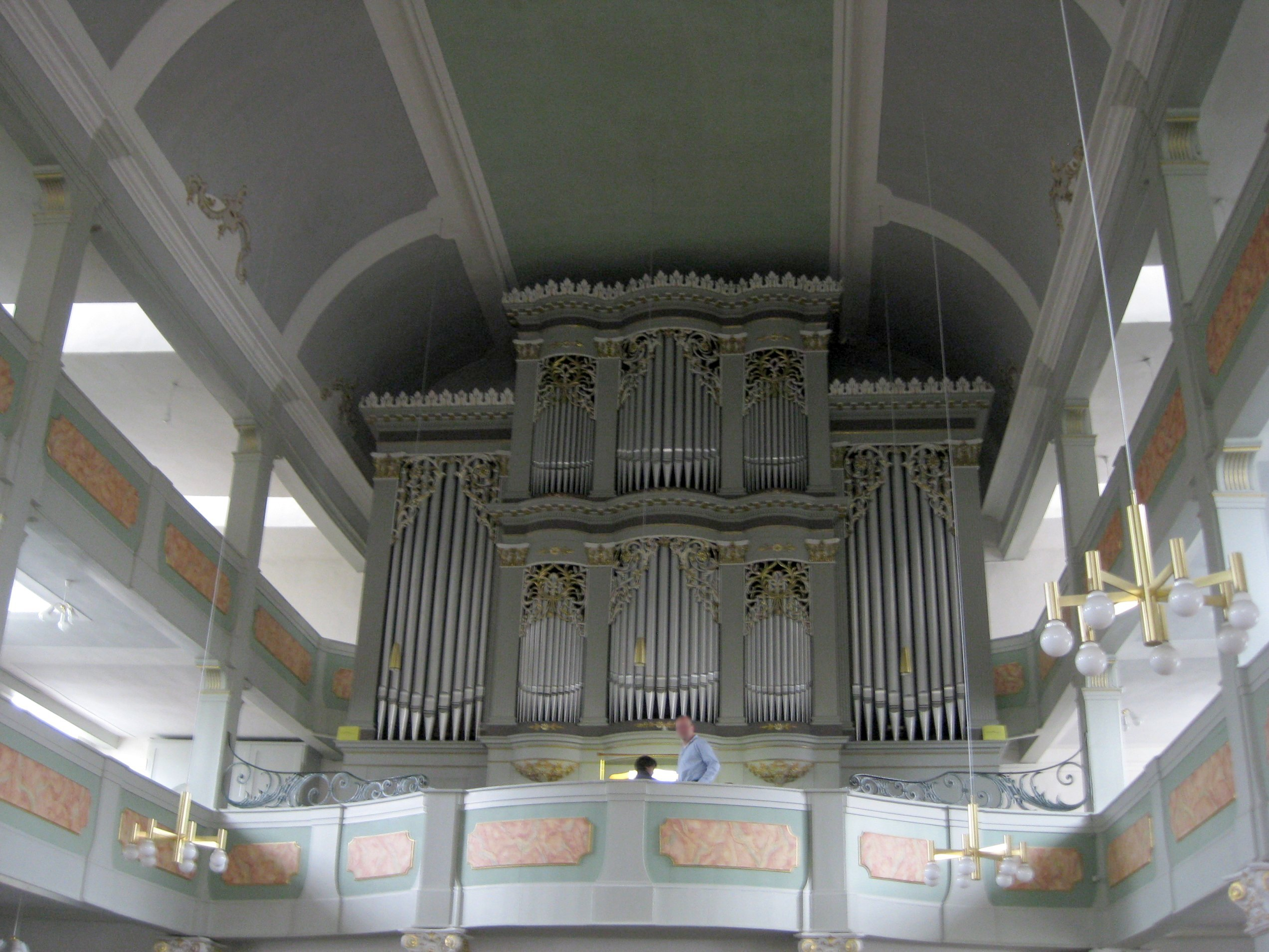
Orgel

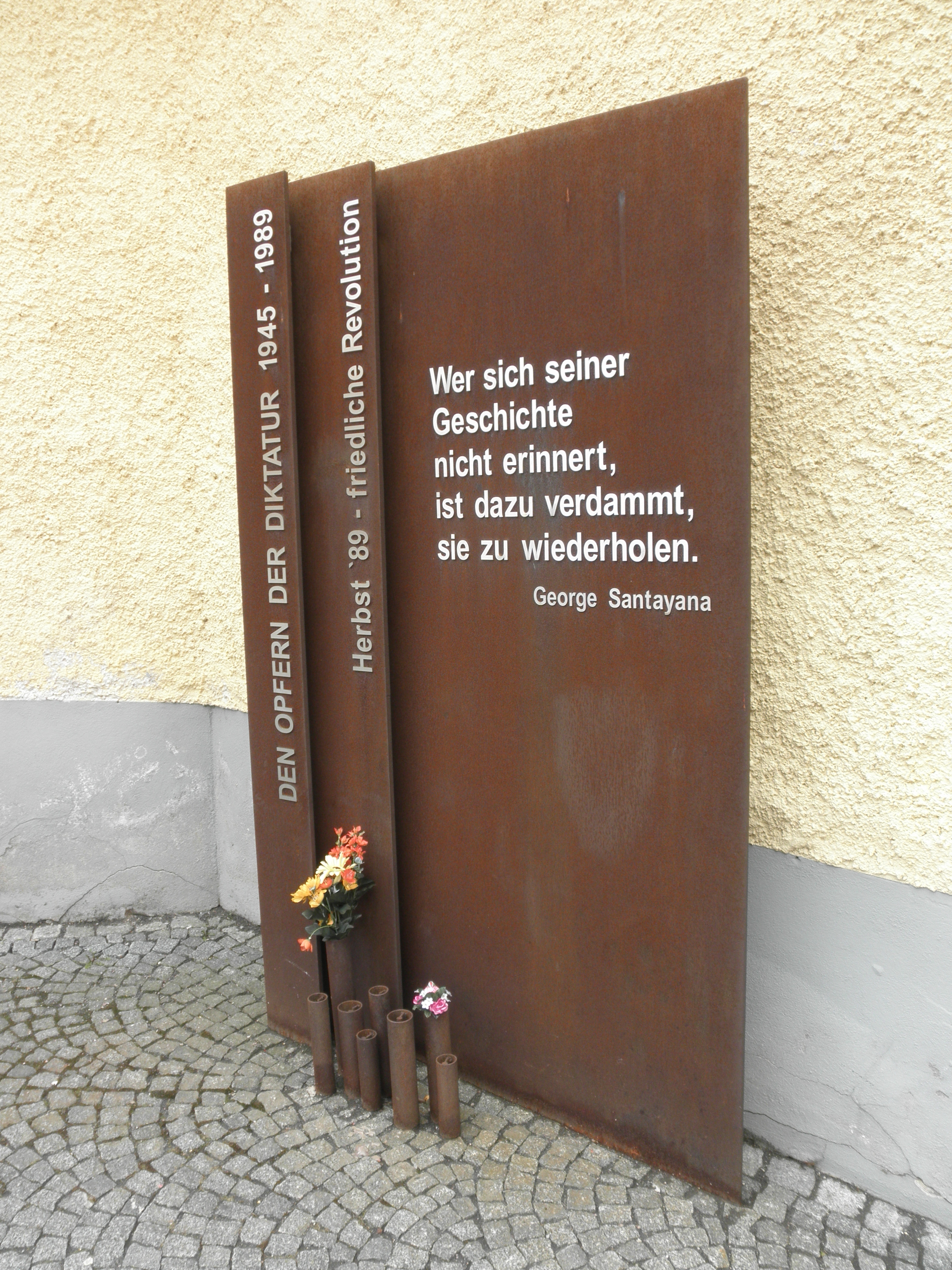
Denkmal vor Kirche: Friedliche Revolution und Opfer 1945–1989

Die St. Jakobus ist die bedeutendste Kirche der thüringischen Stadt Ilmenau. Sie gehört zur Kirchengemeinde Ilmenau im Kirchenkreis Arnstadt-Ilmenau der Evangelischen Kirche in Mitteldeutschland. Umgangssprachlich wird St. Jakobus kurz Stadtkirche genannt.

## Bauwerk
Die Kirche befindet sich im Herzen der Ilmenauer Altstadt. Nördlich schließt sich der Kirchplatz mit dem Luther-Kandelaber an. Östlich der Kirche befinden sich das Gemeindehaus/Pfarrhaus und der Kirchgarten. Das Kirchengebäude vereint zwei Stilrichtungen, so ist der östliche Teil mit dem Chor spätgotischen Ursprungs, während der westliche Teil mit dem 65 Meter hohen Kirchturm spätbarock geprägt ist. Das Kirchenschiff und der untere Teil des Turmes sind aus Sandstein, verputzt und gelb gestrichen. Der Turmaufbau ist verschiefert und der Dachstuhl des Kirchenschiffes mit naturroten Ziegeln gedeckt. Im Kirchturm hängen mehrere Glocken, die alle 1923 gegossen wurden und aus Stahl bestehen. Das große Glockenspiel findet täglich um 7:00 Uhr und um 19:00 Uhr statt. Das waren früher die Schichtwechselzeiten der Bergleute.

## Geschichte
An der Stelle der heutigen Kirche befanden sich bereits seit dem 12. Jahrhundert Kirchbauten. Die erste Kirche Ilmenaus entstand im 12. Jahrhundert und war eine romanische Apsissaal-Kirche. Sie wurde Mitte des 15. Jahrhunderts durch eine spätgotische Hallenkirche ersetzt. Dieser Kirchenbau fiel 1603 einem Stadtbrand zum Opfer. Die Kirche wurde, wenig verändert, wiedererrichtet und stand nur bis 1624, als sie erneut ein Raub der Flammen wurde. Auf der Ruine dieser Kirche entstand eine Renaissancekirche, allerdings noch mit dem spätgotischen Chorraum.
Im Jahre 1544 wurde in Ilmenau die Reformation eingeführt; seitdem ist die Gemeinde evangelisch-lutherisch.
Zum verheerendsten Stadtbrand der Ilmenauer Geschichte kam es im Jahre 1752, als die Kirche fast vollständig vernichtet wurde. Den Brand überstanden nur der untere Teil des Turmes und der Chor. Diese Teile sollten, um Kosten zu sparen, in den Neubau einbezogen werden. Mit den Planungen zum Neubau wurde Gottfried Heinrich Krohne beauftragt, der jedoch wenig später verstarb. Wegen Geldmangels der Weimarer Herzöge wurde der Wiederaufbau der Kirche 1755 auf Eis gelegt. Erst im Jahre 1760 nahm sich die Weimarer Herzogin Anna Amalia der Kirche an. Sie stellte Geld zur Verfügung, so dass der Aufbau zügig vorankam und die Kirche bereits am ersten Advent 1761 geweiht werden konnte. In der Zeit zwischen 1752 und 1761 wurden die Ilmenauer Gottesdienste in der Kreuzkirche am Ilmenauer Friedhof abgehalten. Der Turm wurde erst 1770 fertiggestellt.
Von der Jakobus-Kirche gingen 1989 die Demonstrationen während der Friedlichen Revolution aus. Ein Denkmal an der Kirche erinnert: „Den Opfern der Diktatur 1945-1989. Herbst 1989 - friedliche Revolution“.
Die St. Jakobus wurde von 1990 bis 2006 umfassend saniert. Am 1. Adventssonntag 2006 fand ein Festgottesdienst anlässlich des Abschlusses der Innen- und Außensanierung statt.

## Innenraum
Der Innenraum der Kirche ist spätbarock geprägt, jedoch fehlt auf Grund des damaligen Geldmangels der für den Barock typische Prunk. Im Innenraum gibt es je eine zweigeschossige Empore an der Nord- und der Südseite. Taufbecken, Altar und Kanzel sind im Chorraum linear angeordnet. Dabei fällt die Kanzel, die im Gegensatz zum sonstigen Innenraum sehr prunkvoll verziert ist, sofort als Blickfang auf.

## Orgel
Gegenüber dem Altar befindet sich die große Orgel. Im Jahr 1911 wurde sie von der Firma Walcker aus Ludwigsburg gebaut. Vermögende Ilmenauer Bürger unterstützten die Finanzierung dieser repräsentativen, von ihrer Größe her eher zu einer Großstadtkirche passenden Orgel. Da Albert Schweitzer und Emile Rupp bei diesem Orgelneubau beratend tätig waren, hat sie auch Merkmale französischer Orgeln, wie die kräftigen Zungenstimmen und das großbesetzte Schwellwerk. Mit 64 Registern ist sie die größte romantische Kirchenorgel Thüringens. 10 m hoch und 7 m breit, hat sie über 4.500 Pfeifen. Aus Anlass des 100. Geburtstages des französischen Komponisten Olivier Messiaen wurde hier im Laufe des Jahres 2008 sein gesamtes Orgelwerk aufgeführt. Das Instrument hat elektropneumatische Trakturen. Die Orgel wurde im Jahre 2017 mit einem Kostenaufwand von 60.000 € gründlich gereinigt und repariert sowie einiger zu DDR-Zeiten in den Pfeifenbestand erfolgter Eingriffe entledigt. Die Arbeiten wurden von der Orgelbaufirma Christian Scheffler aus Sieversdorf bei Frankfurt/Oder ausgeführt.
| I Hauptwerk C–f3 |               |        |
| 1.               | Principal     | 16′    |
| 2.               | Bordun        | 16′    |
| 3.               | Principal     | 08′    |
| 4.               | Doppelflöte   | 08′    |
| 5.               | Gedackt       | 08′    |
| 6.               | Gambe         | 08′    |
| 7.               | Gemshorn      | 08′    |
| 8.               | Dolce         | 08′    |
| 9.               | Octave        | 04′    |
| 10.              | Rohrflöte     | 04′    |
| 11.              | Gemshorn      | 04′    |
| 12.              | Quinte        | 02 ⁄3′ |
| 13.              | Octave        | 02′    |
| 14.              | Cornett III–V |        |
| 15.              | Mixtur V      |        |
| 16.              | Scharff IV    |        |
| 17.              | Trompete      | 08′    |
| 18.              | Cor anglais   | 04′    |

| II Positiv C–f3 |                 |        |
| 19.             | Quintatön       | 16′    |
| 20.             | Principal       | 08′    |
| 21.             | Rohrflöte       | 08′    |
| 22.             | Flauto amabilé  | 08′    |
| 23.             | Quintatön       | 08′    |
| 24.             | Salicional      | 08′    |
| 25.             | Principal       | 04′    |
| 26.             | Flauto traverso | 04′    |
| 27.             | Quinte          | 02 ⁄3′ |
| 28.             | Piccolo         | 02′    |
| 29.             | Mixtur IV       |        |
| 30.             | Clarinette      | 08′    |
|                 | Glockenspiel    |        |

| III Schwellwerk C–f3 |                  |        |
| 31.                  | Lieblich Gedackt | 16′    |
| 32.                  | Geigenprincipal  | 08′    |
| 33.                  | Lieblich Gedackt | 08′    |
| 34.                  | Konzertflöte     | 08′    |
| 35.                  | Viola            | 08′    |
| 36.                  | Aeoline          | 08′    |
| 37.                  | Voix céleste     | 08′    |
| 38.                  | Flûte octaviante | 04′    |
| 39.                  | Fugara           | 04′    |
| 40.                  | Flautino         | 02′    |
| 41.                  | Sesquialtera II  | 02 ⁄3′ |
| 42.                  | Cymbel III       |        |
| 43.                  | Basson           | 16′    |
| 44.                  | Trompête harm.   | 08′    |
| 45.                  | Oboe             | 08′    |
| 46.                  | Clairon          | 04′    |
|                      | Tremulant        |        |

| Pedal C–f1 |                  |         |
| 47.        | Principalbass    | 16′     |
| 48.        | Violonbass       | 16′     |
| 49.        | Subbass          | 16′     |
| 50.        | Bordun (Nr. 31)  | 16′     |
| 51.        | Harmonikabass    | 16′     |
| 52.        | Quintbass        | 10 2⁄3′ |
| 53.        | Oktavbass        | 08′     |
| 54.        | Violon           | 08′     |
| 55.        | Bordun           | 08′     |
| 56.        | Violoncello      | 08′     |
| 57.        | Zartbass         | 08′     |
| 58.        | Principal        | 04′     |
| 59.        | Cornettbass V    |         |
| 60.        | Bombarde         | 32′     |
| 61.        | Posaune          | 16′     |
| 62.        | Basson (Nr. 43)  | 16′     |
| 63.        | Trompete         | 08′     |
| 64.        | Clairon (Nr. 46) | 04′     |

- Stimmtonhöhe: a1 = 435 Hz
- Koppeln: II/I, III/I,
  - Normalkoppeln: II/I, III/I, III/II, I/P, II/P, III/P
  - Superoktavkoppeln: II/I, III/I
  - Suboktavkoppeln: II/I, III/I